# Jules Bury
Jules Désiré Bury (Fontaine-l'Évêque, 28 dicembre 1862 – ...) è stato un tiratore a segno belga.
Partecipò alle Olimpiadi di Parigi 1900 in cinque differenti gare di tiro senza riuscire a conquistare alcuna medaglia.